# أرتور كاسادو
أرتور كاسادو (بالإسبانية: Arturo Casado)‏ هو منافس ألعاب قوى إسباني، ولد في 26 يناير 1983 في مدريد في إسبانيا.

## وصلات خارجية
- أرتور كاسادو على موقع الاتحاد الدولي لألعاب القوى (الإنجليزية)
- أرتور كاسادو على موقع الاتحاد الأوروبي لألعاب القوى (الإنجليزية)
- أرتور كاسادو على موقع الدوري الماسي (الإنجليزية)
- أرتور كاسادو على موقع اللجنة الأولمبية الدولية (الإنجليزية)
- أرتور كاسادو على موقع أوليمبيديا (الإنجليزية)